# Grand Prix Abu Zabi 2015

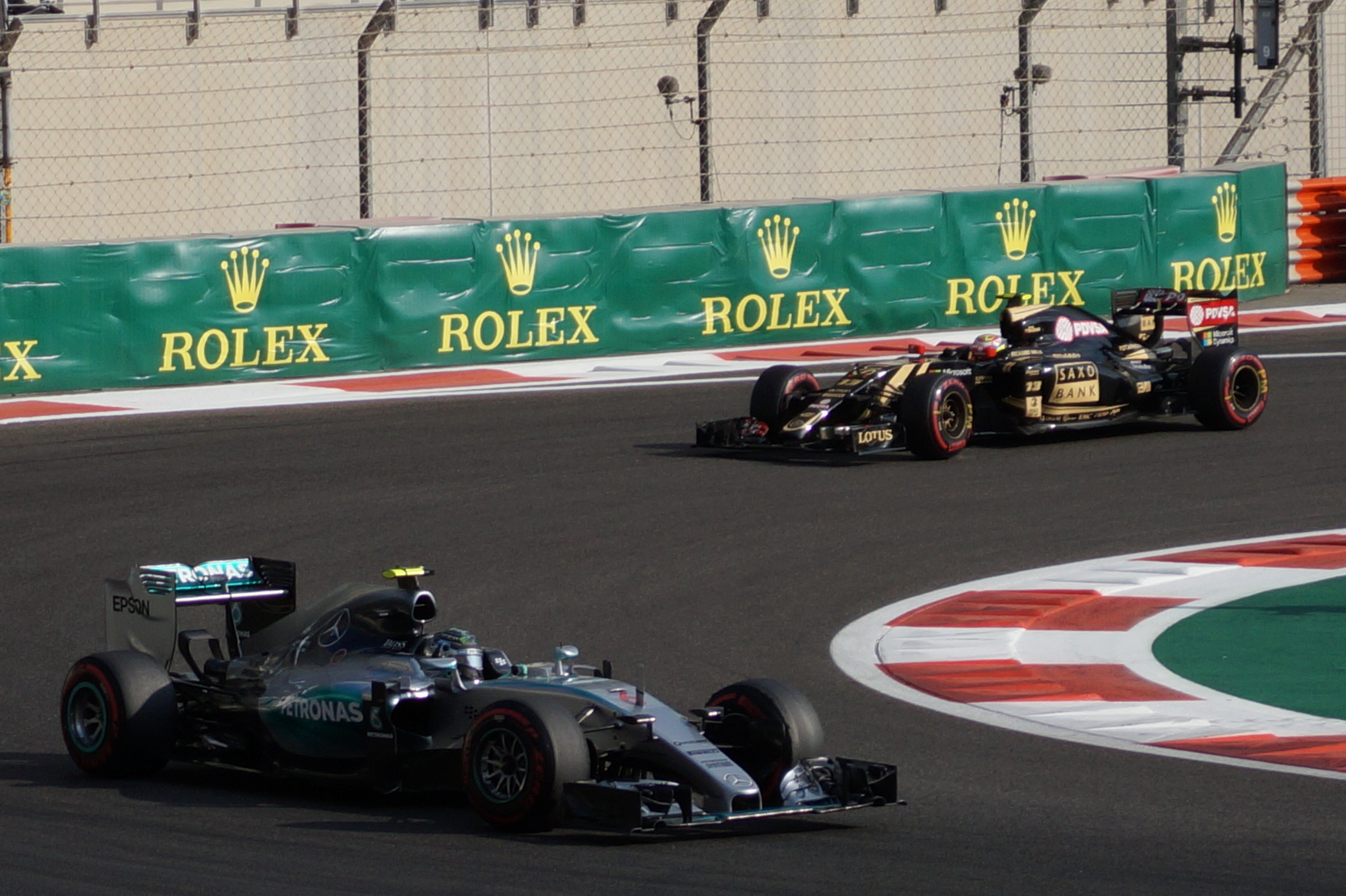
Nico Rosberg i Romain Grosjean podczas Grand Prix Abu Zabi 2015

Grand Prix Abu Zabi 2015 (oficjalnie 2015 Formula 1 Etihad Airways Abu Dhabi Grand Prix) – dziewiętnasta eliminacja Mistrzostw Świata Formuły 1 w sezonie 2015. Grand Prix odbyło się w dniach 27–29 listopada 2015 roku na torze Yas Marina na wyspie Yas, Abu Zabi.

## Lista startowa
Źródło: Wyprzedź Mnie!
| Nr | Kierowca         | Zespół                        | Samochód               | Silnik                         | Opony |
| -- | ---------------- | ----------------------------- | ---------------------- | ------------------------------ | ----- |
| 3  | Daniel Ricciardo | Infiniti Red Bull Racing      | Red Bull RB11          | Renault Energy F1-2015 1.6T V6 | P     |
| 5  | Sebastian Vettel | Scuderia Ferrari              | Ferrari SF15-T         | Ferrari 059/4 1.6T V6          | P     |
| 6  | Nico Rosberg     | Mercedes AMG Petronas F1 Team | Mercedes F1 W06 Hybrid | Mercedes-Benz PU106B 1.6T V6   | P     |
| 7  | Kimi Räikkönen   | Scuderia Ferrari              | Ferrari SF15-T         | Ferrari 059/4 1.6T V6          | P     |
| 8  | Romain Grosjean  | Lotus F1 Team                 | Lotus E23 Hybrid       | Mercedes-Benz PU106B 1.6T V6   | P     |
| 9  | Marcus Ericsson  | Sauber F1 Team                | Sauber C34             | Ferrari 059/4 1.6T V6          | P     |
| 11 | Sergio Pérez     | Sahara Force India F1 Team    | Force India VJM08      | Mercedes-Benz PU106B 1.6T V6   | P     |
| 12 | Felipe Nasr      | Sauber F1 Team                | Sauber C34             | Ferrari 059/4 1.6T V6          | P     |
| 13 | Pastor Maldonado | Lotus F1 Team                 | Lotus E23 Hybrid       | Mercedes-Benz PU106B 1.6T V6   | P     |
| 14 | Fernando Alonso  | McLaren Mercedes              | McLaren MP4-30         | Honda RA615H 1.6T V6           | P     |
| 19 | Felipe Massa     | Williams Martini Racing       | Williams FW37          | Mercedes-Benz PU106B 1.6T V6   | P     |
| 22 | Jenson Button    | McLaren Mercedes              | McLaren MP4-30         | Honda RA615H 1.6T V6           | P     |
| 26 | Daniił Kwiat     | Infiniti Red Bull Racing      | Red Bull RB11          | Renault Energy F1-2015 1.6T V6 | P     |
| 27 | Nico Hülkenberg  | Sahara Force India F1 Team    | Force India VJM08      | Mercedes-Benz PU106B 1.6T V6   | P     |
| 28 | Will Stevens     | Manor Marussia F1 Team        | Marussia MR03B         | Ferrari 059/3 1.6T V6          | P     |
| 30 | Jolyon Palmer    | Lotus F1 Team                 | Lotus E23 Hybrid       | Mercedes-Benz PU106B 1.6T V6   | P     |
| 33 | Max Verstappen   | Scuderia Toro Rosso           | Toro Rosso STR10       | Renault Energy F1-2015 1.6T V6 | P     |
| 44 | Lewis Hamilton   | Mercedes AMG Petronas F1 Team | Mercedes F1 W06 Hybrid | Mercedes-Benz PU106B 1.6T V6   | P     |
| 53 | Alexander Rossi  | Manor Marussia F1 Team        | Marussia MR03B         | Ferrari 059/3 1.6T V6          | P     |
| 55 | Carlos Sainz Jr. | Scuderia Toro Rosso           | Toro Rosso STR10       | Renault Energy F1-2015 1.6T V6 | P     |
| 77 | Valtteri Bottas  | Williams Martini Racing       | Williams FW37          | Mercedes-Benz PU106B 1.6T V6   | P     |
| Nr | Kierowca         | Zespół                        | Samochód               | Silnik                         | Opony |

## Wyniki

### Sesje treningowe
Źródło: Wyprzedź Mnie!
| Sesja | Nr | Kierowca       | Konstruktor | Czas     | Okr. |
| ----- | -- | -------------- | ----------- | -------- | ---- |
| 1     | 44 | Lewis Hamilton | Mercedes    | 1:43,754 | 27   |
| 2     | 6  | Nico Rosberg   | Mercedes    | 1:41,983 | 39   |
| 3     | 6  | Nico Rosberg   | Mercedes    | 1:41,856 | 20   |

### Kwalifikacje
Źródło: Wyprzedź Mnie!
| Poz. | Nr | Kierowca         | Konstruktor          | Q1       | Q2       | Q3       | Poz. s. |
| --- | --- | ---------------- | -------------------- | -------- | -------- | -------- | ------- |
| 1 | 6 | Nico Rosberg     | Mercedes             | 1:41,111 | 1:40,979 | 1:40,237 | 1       |
| 2 | 44 | Lewis Hamilton   | Mercedes             | 1:40,974 | 1:40,758 | 1:40,614 | 2       |
| 3 | 7 | Kimi Räikkönen   | Ferrari              | 1:42,500 | 1:41,612 | 1:41,051 | 3       |
| 4 | 11 | Sergio Pérez     | Force India–Mercedes | 1:41,983 | 1:41,560 | 1:41,184 | 4       |
| 5 | 3 | Daniel Ricciardo | Red Bull–Renault     | 1:42,275 | 1:41,830 | 1:41,444 | 5       |
| 6 | 77 | Valtteri Bottas  | Williams–Mercedes    | 1:42,608 | 1:41,868 | 1:41,656 | 6       |
| 7 | 27 | Nico Hülkenberg  | Force India–Mercedes | 1:41,996 | 1:41,925 | 1:41,686 | 7       |
| 8 | 19 | Felipe Massa     | Williams–Mercedes    | 1:42,303 | 1:42,349 | 1:41,759 | 8       |
| 9 | 26 | Daniił Kwiat     | Red Bull–Renault     | 1:42,540 | 1:42,328 | 1:41,933 | 9       |
| 10 | 55 | Carlos Sainz Jr. | Toro Rosso–Renault   | 1:42,911 | 1:42,482 | 1:42,708 | 10      |
| 11 | 33 | Max Verstappen   | Toro Rosso–Renault   | 1:42,889 | 1:42,521 | –        | 11      |
| 12 | 22 | Jenson Button    | McLaren–Honda        | 1:42,570 | 1:42,668 | –        | 12      |
| 13 | 13 | Pastor Maldonado | Lotus–Mercedes       | 1:42,929 | 1:42,807 | –        | 13      |
| 14 | 12 | Felipe Nasr      | Sauber–Ferrari       | 1:42,896 | 1:43,614 | –        | 14      |
| 15 | 8 | Romain Grosjean  | Lotus–Mercedes       | 1:42,585 | –        | –        | 18      |
| 16 | 5 | Sebastian Vettel | Ferrari              | 1:42,941 | –        | –        | 15      |
| 17 | 14 | Fernando Alonso  | McLaren–Honda        | 1:43,187 | –        | –        | 16      |
| 18 | 9 | Marcus Ericsson  | Sauber–Ferrari       | 1:43,838 | –        | –        | 17      |
| 19 | 28 | Will Stevens     | Marussia–Ferrari     | 1:46,297 | –        | –        | 19      |
| 20 | 98 | Roberto Merhi    | Marussia–Ferrari     | 1:47,434 | –        | –        | PIT     |
| Poz. | Nr | Kierowca         | Konstruktor          | Q1       | Q2       | Q3       | Poz. s. |
| \| Legenda \| Legenda \| \| ------------------------ \| ---------------------------------------------------------------------------------------------------------------------------------------------------------------------------------------------------------------------------------------------------------------- \| \| Poz. Nr Q1 Q2 Q3 Poz. s. \| Pozycja zajęta w sesji kwalifikacyjnej Numer startowy kierowcy Wynik uzyskany w pierwszej części kwalifikacji Wynik uzyskany w drugiej części kwalifikacji Wynik uzyskany w trzeciej części kwalifikacji Pozycja startowa po uwzględnięniu kar, przesunięć, itp. \| | |                  |                      |          |          |          |         |
| Legenda | |                  |                      |          |          |          |         |
| Poz. Nr Q1 Q2 Q3 Poz. s. | Pozycja zajęta w sesji kwalifikacyjnej Numer startowy kierowcy Wynik uzyskany w pierwszej części kwalifikacji Wynik uzyskany w drugiej części kwalifikacji Wynik uzyskany w trzeciej części kwalifikacji Pozycja startowa po uwzględnięniu kar, przesunięć, itp. |                  |                      |          |          |          |         |

### Wyścig
Źródło: Wyprzedź Mnie!
| P                 | + / –     | Nr | Kierowca         | Konstruktor          | Okr. | Czas / Strata    | Komentarz |
| ----------------- | --------- | -- | ---------------- | -------------------- | ---- | ---------------- | --------- |
| 1                 | Bez zmian | 6  | Nico Rosberg     | Mercedes             | 55   | 1h38m30,175      |           |
| 2                 | Bez zmian | 44 | Lewis Hamilton   | Mercedes             | 55   | +0:08,271        |           |
| 3                 | Bez zmian | 7  | Kimi Räikkönen   | Ferrari              | 55   | +0:19,430        |           |
| 4                 | 11        | 5  | Sebastian Vettel | Ferrari              | 55   | +0:43,735        |           |
| 5                 | 1         | 11 | Sergio Pérez     | Force India–Mercedes | 55   | +1:03,952        |           |
| 6                 | 1         | 3  | Daniel Ricciardo | Red Bull–Renault     | 55   | +1:05,010        |           |
| 7                 | Bez zmian | 27 | Nico Hülkenberg  | Force India–Mercedes | 55   | +1:33,618        |           |
| 8                 | Bez zmian | 19 | Felipe Massa     | Williams–Mercedes    | 55   | +1:37,751        |           |
| 9                 | 9         | 8  | Romain Grosjean  | Lotus–Mercedes       | 55   | +1:38,201        |           |
| 10                | 1         | 26 | Daniił Kwiat     | Red Bull–Renault     | 55   | +1:42,371        |           |
| 11                | 1         | 55 | Carlos Sainz Jr. | Toro Rosso–Renault   | 55   | +1:43,525        |           |
| 12                | Bez zmian | 22 | Jenson Button    | McLaren–Honda        | 54   | +1 okr (1 okr.)  |           |
| 13                | 7         | 77 | Valtteri Bottas  | Williams–Mercedes    | 54   | +1 okr (00,471)  |           |
| 14                | 3         | 9  | Marcus Ericsson  | Sauber–Ferrari       | 54   | +1 okr (01,910)  |           |
| 15                | 1         | 12 | Felipe Nasr      | Sauber–Ferrari       | 54   | +1 okr (03,942)  |           |
| 16                | 5         | 33 | Max Verstappen   | Toro Rosso–Renault   | 54   | +1 okr (02,962)  | [ d ]     |
| 17                | 1         | 14 | Fernando Alonso  | McLaren–Honda        | 53   | +2 okr (08,657)  |           |
| 18                | 1         | 28 | Will Stevens     | Marussia–Ferrari     | 53   | +2 okr (36,483)  |           |
| 19                | 1         | 98 | Roberto Merhi    | Marussia–Ferrari     | 52   | +3 okr (1 okr.)  |           |
| Niesklasyfikowani |           |    |                  |                      |      |                  |           |
|                   |           | 13 | Pastor Maldonado | Lotus–Mercedes       | 0    | kolizja z Alonso |           |
| P                 | + / –     | Nr | Kierowca         | Konstruktor          | Okr. | Czas / Strata    | Komentarz |

### Najszybsze okrążenie
Źródło: Wyprzedź Mnie!
| Nr | Kierowca       | Konstruktor | Czas     | Okr. |
| -- | -------------- | ----------- | -------- | ---- |
| 44 | Lewis Hamilton | Mercedes    | 1:44,517 | 44   |

## Prowadzenie w wyścigu
Źródło: Racing–Reference.info
| Nr                              | Kierowca       | Okrążenia         | Suma |
| ------------------------------- | -------------- | ----------------- | ---- |
| 6                               | Nico Rosberg   | 1-9, 10-30, 40-55 | 44   |
| 44                              | Lewis Hamilton | 9-10, 30-40       | 11   |
| \| Wykres \| \| ------ \| \| \| |                |                   |      |
| Wykres                          |                |                   |      |
|                                 |                |                   |      |

## Klasyfikacja po zakończeniu wyścigu

### Kierowcy
| P                 | +/− | Kierowca         | Starty | Punkty | P1 | P2 | P3 | PP | NO | NS |
| ----------------- | --- | ---------------- | ------ | ------ | -- | -- | -- | -- | -- | -- |
| 1                 | 0   | Lewis Hamilton   | 19     | 381    | 10 | 6  | 1  | 11 | 8  | 1  |
| 2                 | 0   | Nico Rosberg     | 19     | 322    | 6  | 7  | 2  | 7  | 5  | 1  |
| 3                 | 0   | Sebastian Vettel | 19     | 278    | 3  | 3  | 7  | 1  | 1  | 1  |
| 4                 | +1  | Kimi Räikkönen   | 19     | 150    | –  | 1  | 2  | –  | 2  | 5  |
| 5                 | −1  | Valtteri Bottas  | 18     | 136    | –  | –  | 2  | –  | –  | 1  |
| 6                 | 0   | Felipe Massa     | 19     | 121    | –  | –  | 2  | –  | –  | 3  |
| 7                 | 0   | Daniił Kwiat     | 18     | 95     | –  | 1  | –  | –  | –  | 2  |
| 8                 | 0   | Daniel Ricciardo | 19     | 92     | –  | 1  | 1  | –  | 3  | 2  |
| 9                 | 0   | Sergio Pérez     | 19     | 78     | –  | –  | 1  | –  | –  | 1  |
| 10                | 0   | Nico Hülkenberg  | 18     | 58     | –  | –  | –  | –  | –  | 5  |
| 11                | 0   | Romain Grosjean  | 19     | 51     | –  | –  | 1  | –  | –  | 6  |
| 12                | 0   | Max Verstappen   | 19     | 49     | –  | –  | –  | –  | –  | 4  |
| 13                | 0   | Felipe Nasr      | 18     | 27     | –  | –  | –  | –  | –  | 1  |
| 14                | 0   | Pastor Maldonado | 19     | 27     | –  | –  | –  | –  | –  | 9  |
| 15                | 0   | Carlos Sainz Jr. | 19     | 18     | –  | –  | –  | –  | –  | 7  |
| 16                | 0   | Jenson Button    | 18     | 16     | –  | –  | –  | –  | –  | 5  |
| 17                | 0   | Fernando Alonso  | 18     | 11     | –  | –  | –  | –  | –  | 7  |
| 18                | 0   | Marcus Ericsson  | 19     | 9      | –  | –  | –  | –  | –  | 3  |
| 19                | 0   | Roberto Merhi    | 13     | 0      | –  | –  | –  | –  | –  | 1  |
| 20                | 0   | Alexander Rossi  | 5      | 0      | –  | –  | –  | –  | –  | –  |
| 21                | 0   | Will Stevens     | 17     | 0      | –  | –  | –  | –  | –  | 2  |
| Niesklasyfikowani |     |                  |        |        |    |    |    |    |    |    |
|                   |     | Kevin Magnussen  | –      | –      | –  | –  | –  | –  | –  | –  |
| P                 | +/− | Kierowca         | Starty | Punkty | P1 | P2 | P3 | PP | NO | NS |

### Konstruktorzy
| P  | +/− | Konstruktor             | Starty | Punkty | P1 | P2 | P3 | PP | NO | NS |
| -- | --- | ----------------------- | ------ | ------ | -- | -- | -- | -- | -- | -- |
| 1  | 0   | Mercedes                | 38     | 703    | 16 | 13 | 3  | 18 | 13 | 2  |
| 2  | 0   | Ferrari                 | 38     | 428    | 3  | 4  | 9  | 1  | 3  | 6  |
| 3  | 0   | Williams Mercedes       | 37     | 257    | –  | –  | 4  | –  | –  | 4  |
| 4  | 0   | Red Bull Racing Renault | 37     | 187    | –  | 2  | 1  | –  | 3  | 4  |
| 5  | 0   | Force India Mercedes    | 37     | 136    | –  | –  | 1  | –  | –  | 6  |
| 6  | 0   | Lotus Mercedes          | 38     | 78     | –  | –  | 1  | –  | –  | 15 |
| 7  | 0   | STR Renault             | 38     | 67     | –  | –  | –  | –  | –  | 11 |
| 8  | 0   | Sauber Ferrari          | 37     | 36     | –  | –  | –  | –  | –  | 4  |
| 9  | 0   | McLaren Honda           | 36     | 27     | –  | –  | –  | –  | –  | 12 |
| 10 | 0   | Marussia Ferrari        | 35     | 0      | –  | –  | –  | –  | –  | 3  |
| P  | +/− | Konstruktor             | Starty | Punkty | P1 | P2 | P3 | PP | NO | NS |